# Sacramento County
Sacramento County je okres ve státě Kalifornie v USA. K roku 2010 zde žilo 1 418 788 obyvatel. Správním městem okresu je Sacramento, které je též hlavním městem celé Kalifornie. Celková rozloha okresu činí 2 578,3 km².

## Sousední okresy
| Růžice kompasu | Sutter County               | Placer County      |                                  | Růžice kompasu |
| Růžice kompasu | Yolo County a Solano County | Sever              | El Dorado County a Amador County | Růžice kompasu |
| Růžice kompasu | Yolo County a Solano County | Sacramento County  | El Dorado County a Amador County | Růžice kompasu |
| Růžice kompasu | Yolo County a Solano County | Jih                | El Dorado County a Amador County | Růžice kompasu |
| Růžice kompasu | Contra Costa County         | San Joaquin County |                                  | Růžice kompasu |